# Sergej Aleksandrovitsj Spasski
Sergej Aleksandrovitsj Spasski (Russisch: Сергей Александрович Спасский) (1882 - 1958) was een Russisch arachnoloog.
Spasski beschreef tientallen taxussen uit het Europese deel van de Sovjet-Unie en Centraal-Azië. Hij schreef de eerste Russische gids over spinnen. Spassky was internationaal vermaard.
Zijn uitgebreide collectie spinnen en zijn bibliotheek worden beheerd door het Zoölogisch instituut van het RAS (Sint-Petersburg, Rusland).